# Кучук-Узенбаш
Кучу́к-Узенба́ш, Кучю́к-Озєнба́ш (крим. Küçük Özenbaş) — маловодна річка в Україні у Бахчисарайському районі Автономної Республіки Крим, у гірському Криму. Ліва притока річки Бельбек (басейн Чорного моря).

## Опис
Довжина річки 4,6 км, похил річки 55,8 м/км , площа басейну водозбору 21 км² найкоротша відстань між витоком і гирлом — 4,14 км, коефіцієнт звивистості річки — 1,1. Формується декількома безіменними струмками та загатами.

## Розташування
Бере початок на північно-східних схилах гори Хуш-Кая (1081,8 м) (Куш-Кая). Спочатку тече переважно на північний схід, а у селі Многоріччя (до 1945 року — Кючю́к-Озенба́ш, Кучук-Узенбаш, крим. Küçük Özenbaş, рос. Многоречье)  повертає і тече на північний захід. У селі Щасливе (до 1945 року — Бюю́к-Озенба́ш, Біюк-Узенбаш крим. Büyük Özenbaş, рос. Счастливое)  впадає у річки Бельбек.

## Цікаві факти
- На правому березі річки розташоване джерело Беш-Текне, а на лівому березі на відстані приблизно 3 км — Великий каньйон Криму.